# Stenico (Trentino)

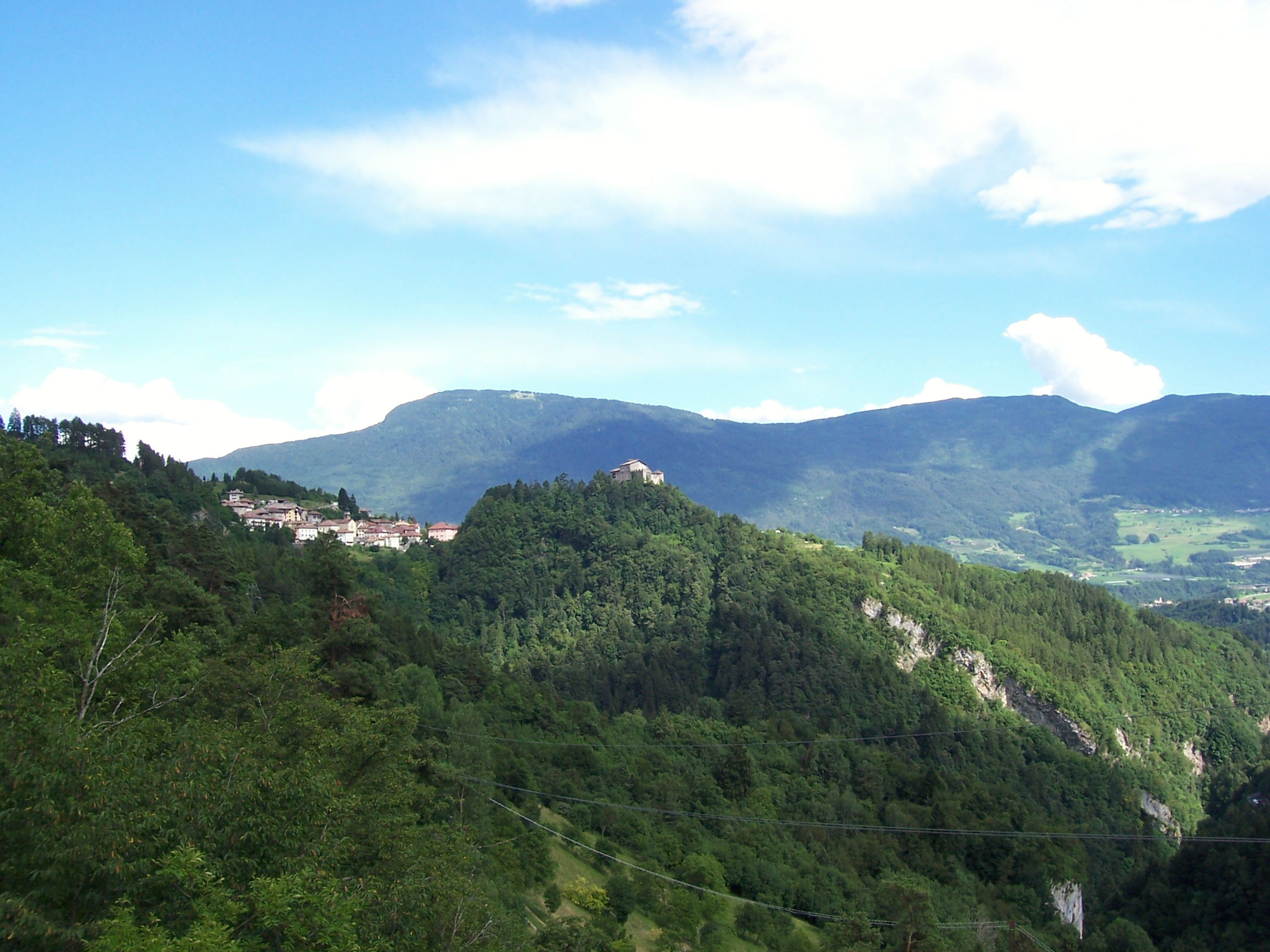
Stenico

Stenico (deutsch veraltet: Steinig oder Steineck) ist eine norditalienische Gemeinde (comune) mit 1176 Einwohnern (Stand 31. Dezember 2023) im Trentino in der Region Trentino-Südtirol. Die Gemeinde liegt etwa 20,5 Kilometer westsüdwestlich von Trient. Die Sarca bildet die südliche Gemeindegrenze.

## Geschichte

Burg Stenico

Die Burg Stenico wurde im 12. und 13. Jahrhundert auf prähistorischem Siedlungsplatz errichtet. Im 13. Jahrhundert kam sie in den Besitz des Hochstifts Trient, das sie zum Sitz des Capitano delle Giudicarie machte, der das Umland verwaltete. Nach der Säkularisation des Hochstifts kam die Burg an Österreich, dann an das Königreich Italien, heute gehört sie der Autonomen Provinz Trient und ist öffentlich zugänglich.